# Ну, погоди!
„Ну, погоди!“ е съветски анимационен сериал (по- късно руски) на московското студио „Союзмультфильм“ с режисьор Вячеслав Котьоночкин (по- късно сменен със Алексей Котьоночкин) , създаден и излъчван в периода 1969 – 2006 г.
Анимационната поредица разказва за Вълка, който иска да хване Заека, за да го изяде, но все не успява. 
Сериалът се състои от 20 епизода. Освен двамата главни герои, в сериите се срещат и други епизодични и второстепенни персонажи, като Хипопотамът, Свинята, Козелът и т.н. В сериала героите са озвучени от Анатоли Папанов (Вълка) (17 и 18 епизод използват архивни гласови записи с него) и Клара Румянова (Заека), които са после заменени от Игор Христенко и Олга Зверева в 19 и 20 епизод. Първият епизод е създаден на 14 юни 1969 г., докато последният е създаден на 21 ноември 2006г.  
За първи път Заека и Вълка се появяват в първа серия, четвърта част на анимационния журнал „Весёлая карусель" (в превод: „Веселата въртележка“) през 1969 г. (в същата година се появят като герои на диафилм с Чебурашка и Крокодила Гена). В тази серия, състояща се от четири двуминутни части, четвъртата част е наречена „Ну, погоди!" и се състои от три кратки случки с вълк, преследващ зайче – като мишена на стрелбището, като бебе и като малчуган. Там за първи път Вълкът произнася и написва фразата „Ну, погоди!" (сценаристи на този епизод са Александър Курляндски и Аркади Хайт). По-късно Вълкът също казва или „Ну, Заяц! Ну, погоди!“ или „Ну, Заяц, погоди!" или само "Ну, Заяц!" (с изключение на 7 епизод в началото, където Капитанът Морж го изрича, вместо Вълка). 
През същата 1969 г. Курляндски и Хайт съвместно с режисьора Вячеслав Котьоночкин създават първия епизод на новия сериал. Този екип създава заедно общо 16 епизода, смятани за класиката на съветския период (1969 – 1986 г.). Епизодите от 17 до 20 (1993 – 2006 г.) са създадени в Русия по сценарий на Александър Курляндски и Феликс Камов (18 – 20 еп.), а режисьор на последните два епизода е Алексей Котьоночкин.
Първоначално Вълкът е трябвало да бъде озвучаван от Владимир Висоцки, но не е утвърден и е заместен от Анатоли Папанов от 1 до 18 епизод (17 и 18 епизод са направени след смъртта му и са използвани стари архивни записи с него). От първоначалните записи с озвучаването на Висоцки е останало само свирукането на Вълка в епизод 1, което е по песен на Висоцки („Песня о друге" от филма „Вертикал"). В последните два епизода Вълка е озвучаван от Игор Христенко. Заекът е озвучаван от 1 до 18 епизод от Клара Румянова, а след смъртта ѝ през 2004 г. – от Олга Зверева.
Началната песен на сериала не е специално писана за него. Това е композицията „Водни ски" (Vizisi) на унгареца Тамаш Дек (Tamas Deak). В епизодите са използвани откъси от популярни за времето си руски и чуждестранни мелодии. Тъй като изпълнителите не са указвани в началните надписи и не е напълно ясно кои точно изпълнители и мелодии са включени. Любопитно е, че са използвани унгарски, чешки, полски и немски, дори и български изпълнения – инструменталът на песента на Емил Димитров – „Ти си отиде през септември“ в 17 и 18 епизод . В епизоди 8 и 9 се изпълняват и песни, специално създадени за сериала.
На сериала е посветена пощенска марка от 5 копейки, издадена в СССР през 1988 г. (част от серия за съветската анимация, включваща Конек Горбунек, Чебурашка и крокодил Гена, Винни Пух, Ежик в тумане и др.).
Една от първите съветски портативни електронни игри (произвеждана от 1984 г. на базата на Nintendo Game & Watch) е с героите от „Ну, погоди!" – в нея Вълкът трябва да събира яйца, а понякога се показва и Заекът. От „Софтклуб“ са издадени 6 компютърни игри, посветени на сериала: 
1. Погоня (Отвличане) (2002)
2. Круглый счёт (Кръгла сметка) (2002)
3. Песня для зайца (Песен за Заека) (2003)
4. Догонялки (Гоненица) (2005)
5. По следам зайца (По следите на Заека) (2010)
6. На стадионе (На стадиона) (2017)

Двамата герои имат и няколко паметника, като най-известният от тях е издигнат в Раменское през 2005 г. Автор е Олег Ершов, който е създал там паметници и на други популярни герои от съветската анимация – Чебурашка и крокодила Гена, Мечо Пух и Прасчо и др.
През 2010 г. полският монетен двор пуска възпоменателна монета от 1 долар с образите на Вълка и Заека.
- 3 рубли
- 25 рубли

През 2019 г. е обявено, че сериалът се завръща през зимата на 2020 г. под името: „Ну, погоди! Ваканция“ с нови герои и с два сезона с по 26 епизода на сезон, но заради пандемията от COVID-19, е отложен за 17 декември 2021 г. Сериалът е римейк на оригиналния „Ну, погоди!“.

## Епизоди
- 1 – На плажа (1969)
- 2 – В градския парк (1970)
- 3 – На пътя (1971)
- 4 – На стадиона (1971)
- 5 – В града (1972)
- 6 – На село (1973)
- 7 – На кораба (1973)
- 8 – Нова година (1974)
- 9 – В телевизионното студио (1976)
- 10 – В строителната площадка (1976)
- 11 – В цирка (1977)
- 12 – В музея (1978)
- 13 – Олимпиада '80 (1980)
- 14 – В дома на младия техник (1984)
- 15 – В дома на културата (1985)
- 16 – В света на приказките (1986)
- 17 – На острова (1993)
- 18 – Супермаркет (1993)
- 19 – На курорт (2005)
- 20 – На вилата (2006)

## Създатели
- Вячеслав Котьоночкин – режисьор (еп. 1- 18)
- Алексей Котьоночкин - режисьор (еп. 19 и 20)
- Феликс Камов, Александър Курляндски, Аркади Хайт – сценаристи
- Светозар Русаков – художник-постановчик
- Виктор Арсентиев, Владимир Крумин, Виктор Лихачов, Федор Елдинов, Олег Комаров, Олег Сафронов – аниматори
- Елена Петрова – оператор
- Фьодор Иванов – директор
- Георги Мартинюк, Геннади Крилов – звукорежисьори
- Аркади Снесарьов – редактор
- Татяна Сазонова – монтажист

## Актьорски състав
- Анатолий Папанов – Вълка – еп. 1 – 18 (17 и 18 епизод използват архивни записи с него)
- Клара Румянова – Заека – еп. 1 – 18
- Игор Христенко – Вълка – епизоди 19 и 20
- Олга Зверева – Заека – епизоди 19 и 20
- Генади Хазанов – Телевизионните говорители – еп. 9
- Владимир Сошалски – Хипопотамът – еп.15, Вълка от Червената шапчица – еп. 16
- Владимир Ферапонтов – Вълка (Изгубени епизоди от 1980 и 1981г.)
- Генадий Дудник – Вълка (10 епизод) (В началните надписи е показан Анатолий Папанов)

## „Ну, погоди!“ в България
За пръв път в България сериалът е излъчен през 70-те години на 20-ти век по Българската телевизия. През 2007 г. отново се излъчва по Канал 1. Излъчва се по bTV Comedy през 2010 г., по E-Kids през 2012 г., по телевизия „Черно Море“ през 2014 г. (като част от рубриката „Детски бряг“) и по Super Toons от 2020 до 2025 г.
Първите 16 епизода се продават в три DVD-та: 1 – 8 епизод, 9 – 16 епизод и 1 – 16 епизод.